# Tautoneura panti
Tautoneura panti är en insektsart som beskrevs av Irena Dworakowska 1977. Tautoneura panti ingår i släktet Tautoneura och familjen dvärgstritar. Inga underarter finns listade i Catalogue of Life.